# La cornisa

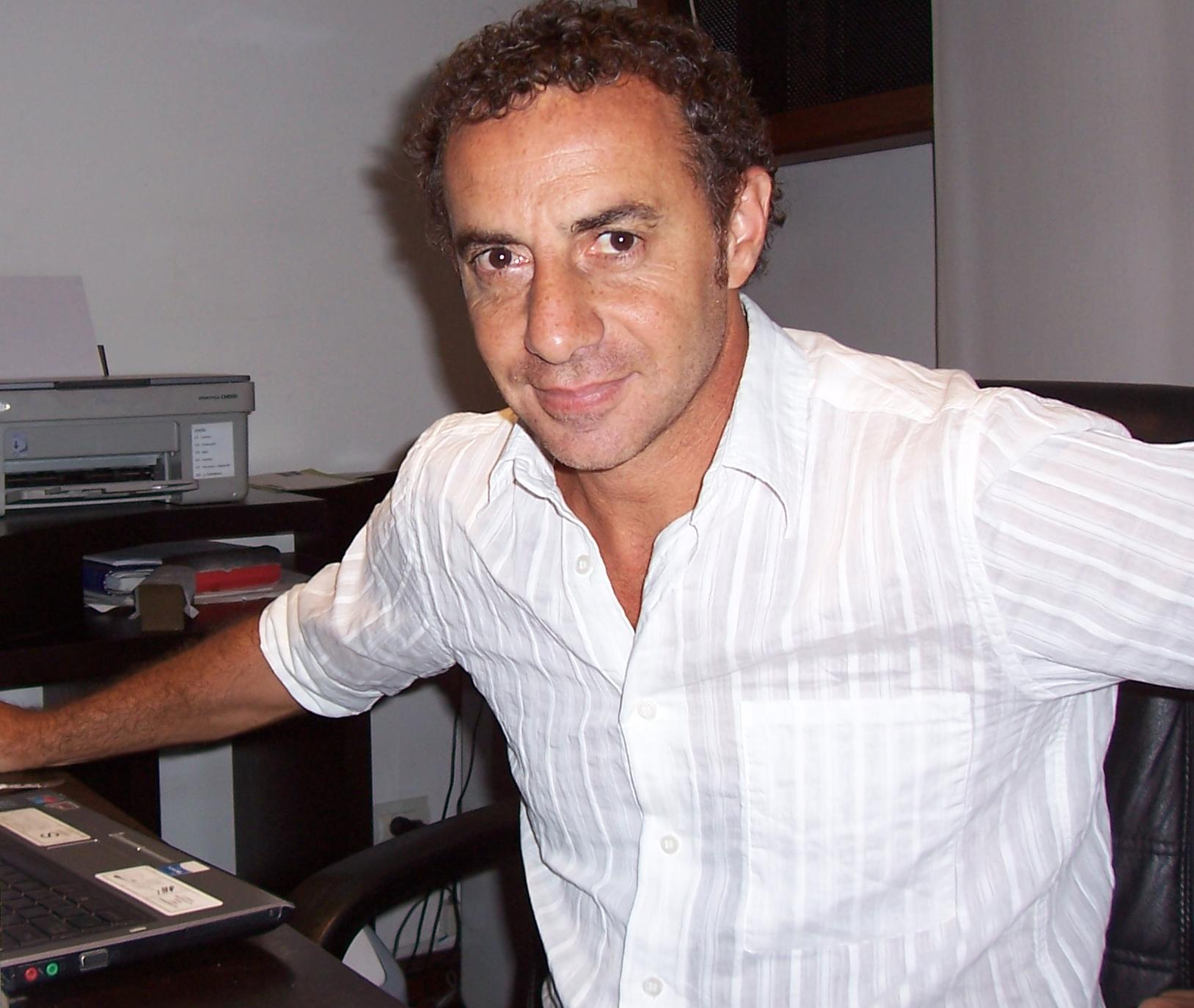
Luis Majul, el conductor de la Cornisa

La Cornisa es un programa de televisión periodístico argentino conducido por Luis Majul. Se emite por La Nación + desde 2020, luego de 18 años en América TV. El programa se basa en una entrevista a los personajes de la semana e informes sobre temas de actualidad.

## Historia
La Cornisa comenzó a emitirse el 1 de mayo de 2000 en Canal 7. En abril de 2001 pasó a América TV, donde permaneció en pantalla durante dieciocho años, hasta 2019.
Desde el 5 de abril de 2020 el programa se emite por la señal de noticias La Nación + (LN+).